# Capsella
Capsella es un género de plantas de la familia Brassicaceae. La especie más común  es Capsella bursa-pastoris. Comprende 218 especies descritas y de estas, solo 9 aceptadas.

## Descripción
Son hierbas anuales, erectas o suberectas, simple o poco ramificada desde abajo, glabras o pilosas con pelos simples y ramificados. Hojas basales a menudo rosuladas, pinnadas; hojas superiores sésiles, sinuoso-dentado ± auricled, amplexicaul. Las inflorescencias en racimos corimbosos, laxos y alargados en la fruta, ebracteados. Flores pequeñas, generalmente de color blanco. Pétalos cortos, blancas o rosadas, espatulados, ápice redondeado. El fruto es una silicua obtriangular o obcordiforme-triangular, comprimida, bilocular, dehiscente, no alada, glabras;  semillas 6-12 en cada lóculo, pequeñas, elipsoides, de color marrón.
Capsella bursa-pastoris es considerada protocarnívora porque las semillas matan nematodes.

## Taxonomía
El género fue descrito por Friedrich Kasimir Medikus y publicado en Pflanzen-Gattungen 85, 99. 1792. La especie tipo es: Capsella bursa-pastoris (L.) Medik.	

## Especies aceptadas
A continuación se brinda un listado de las especies del género Capsella aceptadas hasta julio de 2014, ordenadas alfabéticamente. Para cada una se indica el nombre binomial seguido del autor, abreviado según las convenciones y usos.	
- Capsella bursa-pastoris (L.) Medik.
- Capsella draboides Korsh.
- Capsella × gracilis Gren.
- Capsella grandiflora (Fauché & Chaub.) Boiss.
- Capsella lycia Stapf
- Capsella mexicana Hemsl.
- Capsella orientalis Klokov
- Capsella puberula Rupr.
- Capsella rubella Reut.